# Pierre Bourliaud
Pierre Bourliaud (4 de marzo de 1985) es un deportista francés que compitió en piragüismo en la modalidad de eslalon.
Ganó dos medallas de plata en el Campeonato Mundial de Piragüismo en Eslalon, en los años 2007 y 2010, ambas en la prueba de K1 por equipos.

## Palmarés internacional
| Campeonato Mundial | Campeonato Mundial     | Campeonato Mundial | Campeonato Mundial |
| Año                | Lugar                  | Medalla            | Competición        |
| ------------------ | ---------------------- | ------------------ | ------------------ |
| 2007               | Foz do Iguaçu (Brasil) | Medalla de plata   | K1 por equipos     |
| 2010               | Liubliana (Eslovenia)  | Medalla de plata   | K1 por equipos     |